# Anuario Brigantino
Anuario Brigantino es una revista española de divulgación científica que se publica con carácter anual desde 1948 en la localidad gallega de Betanzos. 

## Historia
La revista fue fundada en 1948 por el historiador y cronista oficial de la ciudad Francisco Vales Villamarín. Los primeros números publicados, de investigación histórica, artística, literaria y antropológica, trataban temas de contenido local o regional que, con el tiempo, se fueron ampliando a otras áreas más allá de Galicia. Cuenta con 43 números publicados, ya que durante más de 30 años no se editó. Está catalogada en la Clasificación Integrada de Revistas Científicas–CIRC, en el grupo C de Ciencias Humanas y en el grupo D de Ciencias Sociales y se la considera la más destacada de las revistas municipales de Galicia. Actualmente el Anuario también se publica en línea.